# Murów (gmina)
Gmina Murów (daw. gmina Zagwiździe, niem. Gemeinde Murow) – gmina wiejska w województwie opolskim, w powiecie opolskim. W latach 1975–1998 gmina położona była w województwie opolskim. W 2009 roku w gminie wprowadzono język niemiecki jako język pomocniczy oraz dwujęzyczne nazewnictwo geograficzne.
Siedziba gminy to Murów.
Według danych z 30 czerwca 2004 gminę zamieszkiwało 6013 osób. Natomiast według danych z 31 grudnia 2017 roku gminę zamieszkiwało 5397 osób.
Według danych z 31 grudnia 2019 roku gminę zamieszkiwało 5298 osób.

## Struktura powierzchni
Według danych z roku 2007 gmina Murów ma obszar 159,7km², w tym:
- użytki rolne: 19%
- użytki leśne: 75%

W gminie Murów lasy zajmują 11951 ha. Wskaźnik lesistości gminy (74,8%) jest więc prawie 3-krotnie wyższy od przeciętnej lesistości województwa (25.5%) i kraju (27.5%). Lasy w gminie należą do rozległego kompleksu Lasów Stobrawsko-Turawskich, które występują tu w postaci dużych powierzchni leśnych przedzielonych pasami łąk i gruntów ornych. Gmina stanowi 10,1% powierzchni powiatu.

## Demografia

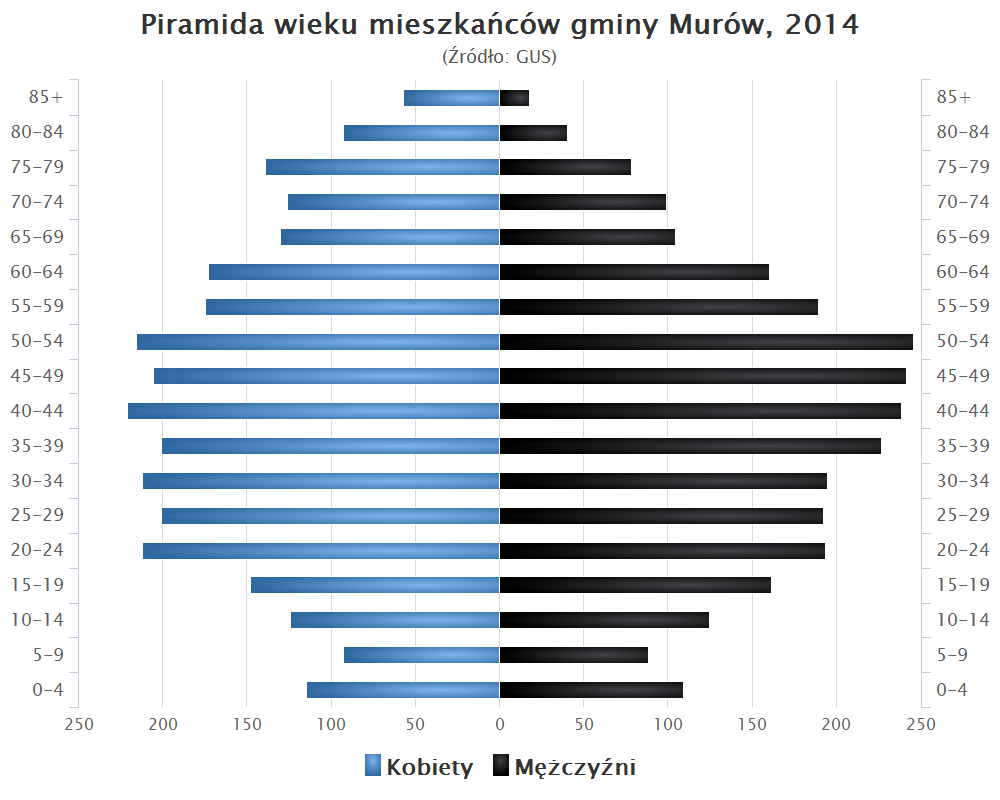
Piramida wieku mieszkańców gminy Murów w 2014 roku

Dane z 30 czerwca 2004:
| Opis                              | Ogółem | Ogółem | Kobiety | Kobiety | Mężczyźni | Mężczyźni |
| --------------------------------- | ------ | ------ | ------- | ------- | --------- | --------- |
| jednostka                         | osób   | %      | osób    | %       | osób      | %         |
| populacja                         | 6013   | 100    | 3073    | 51,1    | 2940      | 48,9      |
| gęstość zaludnienia (mieszk./km²) | 37,5   | 37,5   | 19,2    | 19,2    | 18,3      | 18,3      |

## Sołectwa
Bukowo, Dębiniec, Grabice, Grabczok, Kały, Młodnik, Murów, Nowe Budkowice, Okoły, Radomierowice, Stare Budkowice, Zagwiździe.

## Pozostałe miejscowości
Bożejów, Czarna Woda, Kęszyce, Kupilas, Mańczok, Morcinek, Święciny, Wojszyn.

## Sąsiednie gminy
Dobrzeń Wielki, Kluczbork, Lasowice Wielkie, Łubniany, Pokój, Wołczyn